# 秃鹫号巡洋舰
秃鹫号是德意志帝国海军建造的一艘四等巡洋舰，为六艘鵟级巡洋舰的末舰。它自1893年开始在威廉港的帝国船厂铺设龙骨，1894年10月下水，至1895年10月交付使用。秃鹫号是专为执行海外任务而设计，装备有八门105毫米口径的主炮，航速可达15.5節（28.7每小時）。
秃鹫号的大部分服役生涯都是在海外基地度过，包括在美洲、东亚和非洲进行巡航。1897年，该舰被部署至加勒比海，在次年的美西战争期间，它曾穿越古巴港口周边的封锁线，将欧洲公民从战区接到墨西哥。1899年调驻美洲西岸后，秃鹫号又于1900年被派往中国以协助镇压义和团运动。它一直留在东亚水域，至1905年才被召回德国进行大修。1911年，该舰被分配至德国在东非的殖民地，但它在该地区服役时间很短，因为1911－12年爆发的意土战争和1912－13年爆发的巴尔干战争期间都需要德国军舰在地中海维护德国人的利益。秃鹫号于1914年初重返东非，但随着新的小巡洋舰柯尼斯堡号同年6月抵达，秃鹫号只得第二次被部署至中国。
当1914年8月欧洲爆发第一次世界大战时，秃鹫号仍在前往青岛的德国基地途中。在英国对德宣战的几天前，该舰从仍处于中立地位的英属新加坡驶出，穿越太平洋中部，试图与海军中将马克西米利安·冯·施佩麾下的东亚分舰队会合。在海上，它俘获了一艘英国货船，但没有击沉。由于需要修理发动机和加煤，秃鹫号于1914年10月驶入位于夏威夷檀香山的中立国美国港口，结果被扣押在当地。1917年4月美国参战后，美国海军强占了秃鹫号，将其重命名为舒尔茨号（英語：USS Schurz），并派它执行护航任务。该舰最终在北卡罗来纳海岸与一艘货轮相撞后沉没，造成1人死亡，12人受伤。舰只残骸位于水下115英尺（35）深处，如今是一个广受欢迎的水肺潜水地点。

## 设计

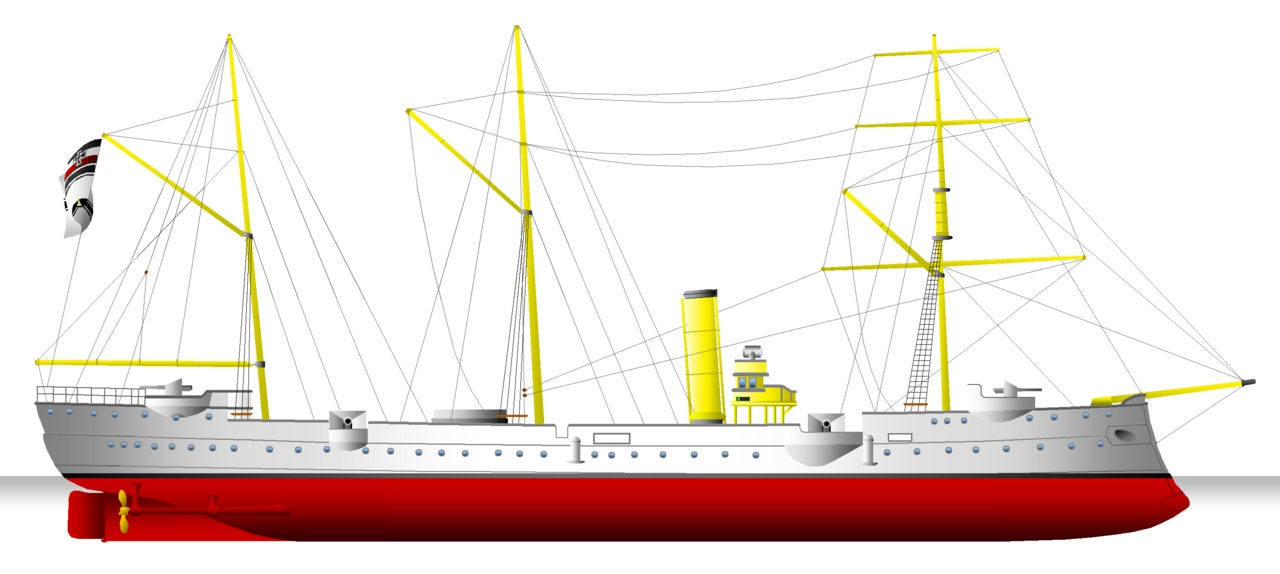
秃鹫号的插画

随着1871年后德意志帝国的经济扩张，帝国海军有必要将军舰常驻在海外殖民地，以保护德国公民在当地的权益。由于船员宿营空间的局促和低适航性，既有的炮舰并非合适的舰种。它们的武器装备也被视为过于薄弱。相反，所需船具应具有较大的排水量并通过轮机驱动，以使它们能够监控大片海域。这类舰只还应继续配备适当的风帆索具，以便在长途航行中节省煤炭。这些要求在1886－1887财年获得拨款的两艘燕子级巡洋舰得到落实，它们为更大的鵟级奠定了基础。
秃鹫号的舰体采用横向钢框架构造，并有一直延伸至上甲板的黄松外板，表面再覆裹一层蒙次合金以保护木材免受船蛆的侵害。舰只的水线长和全长分别为79.62米和83.90米，有10.60米的舷宽以及最大5.22米的吃水深度。其标准排水量为1608吨，满载时则可达1918吨。推进装置由两台卧式三缸三胀往复式蒸汽机组成，各负责驱动一副直径为3米的三叶螺旋桨。蒸汽由四台燃煤圆柱形火管锅炉提供，它们通过管道汇入一具单座烟囱。发动机的额定功率为2,884匹公制馬力（2,121千瓦特），设计航速15.5節（28.7每小時），实际达到16.3節（30.2每小時），并能够以9節（17每小時）的速度连续航行3,610海里（6,690）。其标准船员编制为9名军官及152名水兵。
该舰的主炮由八门单座安装的105毫米35倍径速射炮组成，共配备800发弹药。它们的射程为10800米。其中两门并排放置在艏楼，四门分居两边舷侧：一对在甲板上、一对在炮眼内，最后两门则并排安装在后甲板。副炮则由五门37毫米转膛炮组成，用于防御鱼雷艇。此外，舰只还配备有两具450毫米鱼雷发射管和5枚鱼雷，均安装在甲板上。

## 服役历史
秃鹫号是以“F号四等巡洋舰”（Kreuzer IV. Classe）作为合同代号，于1893年在威廉港的帝国船厂开建。它于1894年10月18日下水；并由时任北海海军基地司令的海军中将维克托·瓦卢瓦斯主持为舰只命名。舾装工作完成后，秃鹫号于1895年10月24日正式交付德意志帝国海军进行海试。海试于1896年1月21日完成，该舰在基尔临时退役。在建造过程中，它的设计根据已完成海试的姊妹舰的经验进行了轻微修改。秃鹫号的排水量较同级的其它成员略为增加了约50吨，舰艉也有所变动。

### 第一次海外部署
1897年12月1日，秃鹫号重新入役，首次被部署至西印度群岛。在此之前，德国一直依靠训练舰来保护该地区的德国公民和经济利益。海地日益紧张的局势促使海军参谋本部将秃鹫号派往加勒比地区，以取代原计划部署至当地的老式铁甲舰奥尔登堡号。而最近被重建成大巡洋舰的前铁甲舰威廉国王号，也被派去加强德国的海军特遣队。秃鹫号于12月9日从基尔启程，于1898年1月3日抵达丹属西印度群岛的夏洛特阿马利亚，并在那里与训练舰夏洛特号和施泰因号会合。夏洛特号和施泰因号此时已经平息了海地的局势，于是秃鹫号继续前往圣地亚哥-德古巴，从3月24日至4月6日一直停留在当地。随后，该舰收到了访问巴西和阿根廷港口的命令；停靠点包括巴西的伯南布哥（4月16－20日）以及阿根廷的布兰卡港（4月23日）。当它在后一个港口逗留时，其南美之旅便因美西战争的爆发而中断，不得不返回战区观察战事并保护德国的利益。
秃鹫号于1898年5月26日抵达圣托马斯。随后，它又继续前往圣地亚哥-德古巴和圣胡安。5月13－14日，该舰在圣胡安目睹了美国海军少将威廉·T·桑普森率领的机动分舰队炮击这座城市。美国政府允许秃鹫号穿越哈瓦那外围的封锁线，疏散20名不同国籍的平民，并将他们带到墨西哥的韦拉克鲁斯，于29日抵达。在那里，该市的总督和来自训练舰萨拉戈萨号的枪炮官登舰访问了秃鹫号，进行了一些鱼雷发射练习。当秃鹫号在墨西哥停留期间，德国公使邀请其时任舰长、海军少校赫尔曼·雅各布森和27名官兵访问墨西哥城，并收到时任墨西哥总统波费里奥·迪亚斯的接见。秃鹫号随后返回古巴。6月16日，该舰在古巴的西恩富戈斯港驻泊。它于6月22－29日和8月1－4日两度穿过美国对圣地亚哥-德古巴的封锁。
战争结束后，秃鹫号于10月14日到访美国的新奥尔良，十一天后启程前往加勒比海。随后，它又开始了因战争而中断的南美之旅，期间通常会在有大量德国人移居的港口驻泊。在布宜诺斯艾利斯停留的时候，该舰接到了前往大陆西海岸的命令。它遂于1899年2月20日至23日通过麦哲伦海峡，先后在智利的瓦尔帕莱索、秘鲁的卡亚俄以及巴拿马停留。5月11日至17日，秃鹫号来到危地马拉的圣何塞港，连同一艘英国巡洋舰一起被派往处理两国与危地马拉政府间的财政纠纷。之后，该舰转向南行，在经停尼加拉瓜的科林托和厄瓜多尔的瓜亚基尔后抵达哥斯达黎加的蓬塔雷纳斯。雅各布森从当地上岸并前往首都圣何塞，正式拜会哥斯达黎加总统拉斐尔·伊格莱西亚斯·卡斯特罗。随着尼加拉瓜总统何塞·桑托斯·塞拉亚领导的中美洲联邦垮台引发骚乱，秃鹫号再转向北行本应为当地的德国公民提供保护。但当它重返科林托时，骚乱已经结束。该舰遂进一步北上，并在途经阿卡普尔科后于8月14日抵达美国西岸的旧金山，在当地接受了锅炉的大修。9月18日，秃鹫号离开旧金山前往温哥华，途中在埃斯奎莫尔特停留。该舰自10月18日从温哥华启程南行，分别于1900年1月和2月访问了智利港口，包括2月14－21日在蒙特港驻泊，然后返回北方，因为它被派驻新成立的西美洲基地。

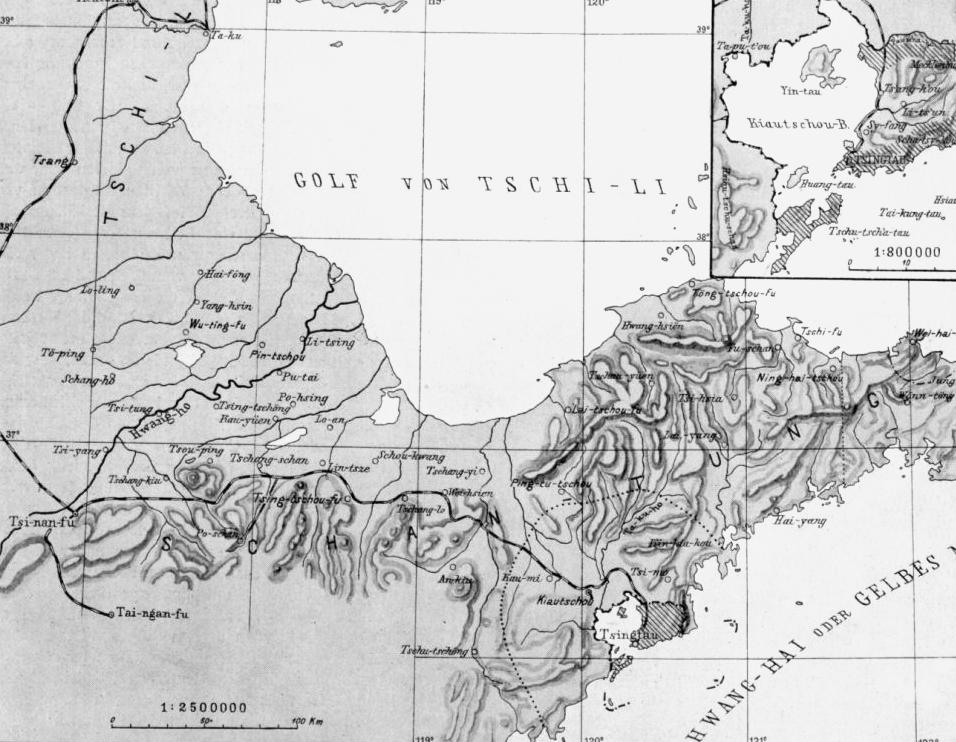
德国人1912年绘制的山东半岛地图显示了胶州湾租借地

1900年7月9日，秃鹫号在阿卡普尔科接到了横渡太平洋前往东亚的命令，它将加入东亚分舰队，协助八国联军镇压在清代中国爆发的义和团运动。它于7月11日离开港口，经夏威夷檀香山前往日本横滨。它于8月29日抵达芝罘，在那里与东亚分舰队会合。秃鹫号首先在渤海巡逻，然后于10月在德国人控制的胶州湾租借地首府青岛驻泊。10月28日，它航行前往上海，在当地一直停留到1901年2月。该舰随后沿长江而上抵达重庆，在那里轮替其姊妹舰鵟号。4月5日，秃鹫号回到青岛；29日又被派往厦门至汕头沿海巡逻，以接替另一艘姊妹舰海雕号。中国局势缓和后，该舰于7月18日返回青岛，并在四天后跟随东亚分舰队的旗舰俾斯麦侯爵号展开对韩国和日本港口的访问。在接下来的一年里，秃鹫号都在该地区进行了多次巡航。
1902年10月15日，秃鹫号开始了向南前往荷属东印度群岛的长途巡航，期间还曾在新加坡停靠。该舰于1903年3月2日驶入日本长崎的旱坞接受大修，并持续至4月26日。与此同时，它正式被被编入东亚分舰队。该舰随后恢复在东亚海域的例行巡逻，在多座港口停靠。1904年2月，日俄战争爆发；秃鹫号从4月到8月都驻泊在被日军占领的济物浦。到1905年，经过七年的海外部署，该舰已经损耗严重。由于青岛新建的船厂设施尚不具备所需的检修能力，因此秃鹫号受命返回德国。它于1月14日从青岛启程，至3月16日抵达基尔，在当地退役并进行了大规模的维修改造。其中最显著的变化是舰只的辅助前桅横帆三桅式索具被简化为双桅纵帆样式。

### 第二次海外部署

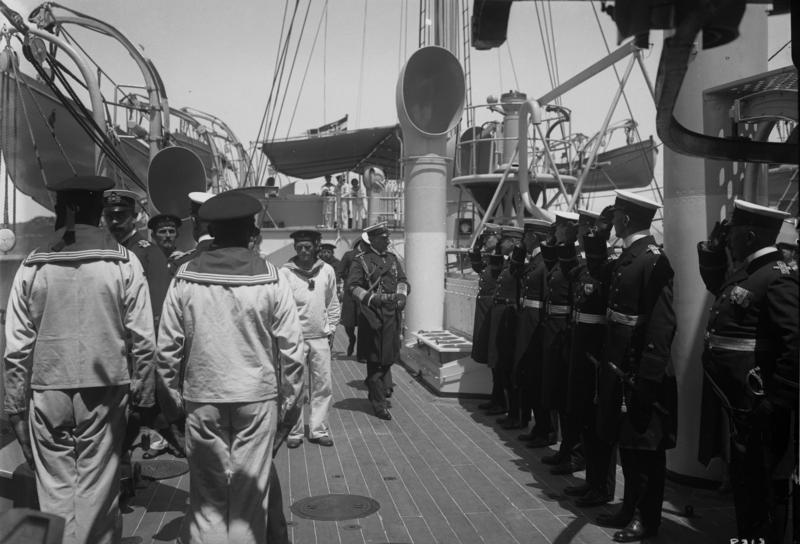
德皇威廉二世登舰检阅秃鹫号

直到1911年初，秃鹫号才重新入役，以轮替身处德属东非的驻地舰雀鹰号。它于5月2日离开但泽，翌日抵达基尔，并在当地完成海外部署的最后整备。该舰于5月8日从基尔启航，至7月9日抵达达累斯萨拉姆，在那里与海雕号会合。两舰共同在东非基地执行海岸巡逻任务，但至9月底，秃鹫号受命前往地中海，因为意土战争于当月29日爆发。当时，身处地中海的唯一一艘德国军舰仅为驻扎在君士坦丁堡的年迈炮舰罗蕾莱号；这是7月阿加迪尔危机后欧洲紧张局势加剧的结果，当时在欧洲水域的大多数德国军舰都已被召回本土。
秃鹫号前往地中海的行程因达累斯萨拉姆发生煤火而推迟，需要其船员协助扑灭。该舰于10月2日离开东非，当月16日抵达希腊的比雷埃夫斯，并在那里一直停留至1912年1月，以观察的黎波里塔尼亚和巴勒斯坦地区的事态发展。随后，它与新近抵达的大巡洋舰格本号被正式编入地中海分队。从4月中旬到7月中旬，秃鹫号分别前往利比亚、巴勒斯坦地区和红海提供人道主义援助。期间这些活动曾因德皇威廉二世的游艇霍亨索伦号的到来而中断；两艘舰于5月初共同驶向克基拉岛，秃鹫号还在当地接受了德皇的登舰检阅。7月17日，该舰前往奥匈帝国的的里雅斯特进行大修，工程一直持续至9月30日完结。此后，它展开地中海东部的巡航之旅，到访了若干港口。
1913年1月31日，秃鹫号在海法装煤时发生煤尘爆炸，造成2名船员罹难。而当8月巡航至土耳其水域后，该舰又受命替换小巡洋舰布雷斯劳号，负责在第二次巴尔干战争期间参与对黑山的国际海上封锁。它于8月11日抵达黑山的布纳河河口，并沿河巡逻，直至10月14日才得以前往的里雅斯特进行大修。1914年1月4日修理完毕后，秃鹫号奉命重返东非基地。赴任途中，该舰于1月22日在亚丁与返国的海雕号相遇，自秃鹫号离开以后，该舰便一直独自担任驻地巡逻职责。秃鹫号于2月22日抵达达累斯萨拉姆，继而对坦噶港进行了一次勘测。5月6日，该舰被正式重归类为炮舰。小巡洋舰柯尼斯堡号于6月5日抵达取代秃鹫号，后者只得于一周后、即6月12日启程前往太平洋，轮替1913年11月便已归国的姊妹舰神鹫号。

### 第一次世界大战

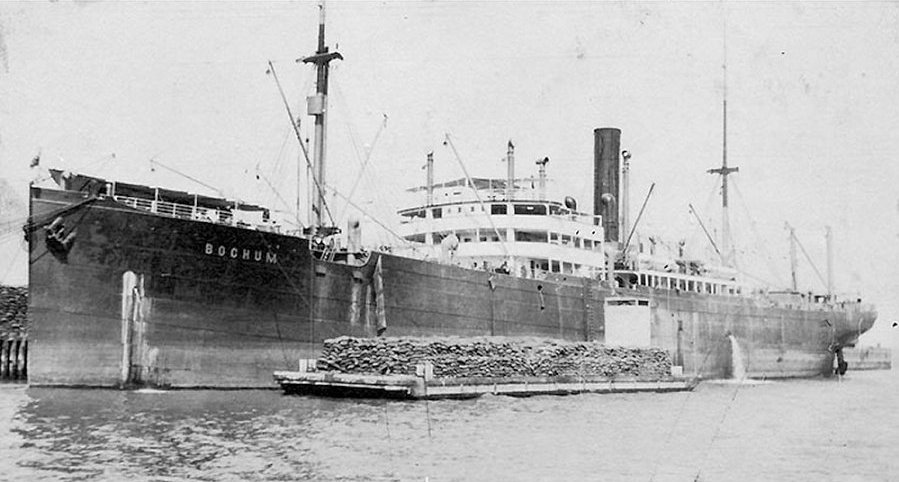
秃鹫号的跟舰煤船波鸿号

在前往太平洋的途中，秃鹫号已知悉奥地利大公弗朗茨·费迪南遇刺后，欧洲的紧张局势正不断升级。该舰于7月25日至29日在新加坡加煤，在奥匈帝国对塞尔维亚宣战后的第二天启航。随后，秃鹫号穿过加斯帕尔海峡向东南方向行进，而不是计划中的向北航行至青岛。8月1日，在停靠巴达维亚期间，该舰接到东亚分舰队司令、海军中将马克西米利安·冯·施佩的命令，前往雅浦岛与其会合。8月3日，它又收到了德军的动员令和开展巡洋战的命令。秃鹫号于8月6日在塔纳詹佩岛通过德澳航运（DADG）的货轮埃尔姆斯霍恩号完成加煤，然后向北穿越布顿海峡。至西里伯斯，该舰又与作为其煤船的DADG货轮波鸿号（Bochum）会合；埃尔姆斯霍恩号则离开，以便在荷属东印度群岛采购更多的煤炭。
在继续向北前往帕劳群岛之前，秃鹫号的船员对舰上的发动机和锅炉进行了临时修理。为了节约燃煤，该舰主要是由波鸿号拖曳行进。8月20日，它设法与小巡洋舰埃姆登号取得了联系，对方已与东亚分舰队分离，正独自开展破交战。埃姆登号指示秃鹫号在安加尔岛会合，但后者无法在埃姆登号离开之前到达该岛。然而，两舰还是于次日在海上相遇了；秃鹫号放下一艘独桅纵帆船，搭载着时任舰长、海军少校卡尔·格拉斯霍夫（Carl Graßhoff）登上埃姆登号与对方舰长、海军少校卡尔·冯·穆勒会面。格拉斯霍夫从穆勒处得知，施佩麾下的分舰队已在前往南美洲的途中。埃姆登号随后出发前往马鲁古海，秃鹫号则前往安加尔。尽管这艘旧巡洋舰已无任何作战价值，但舰长格拉斯霍夫还是决定暂时留在该区域。8月23日，由于荷兰当局对中立规则的解释非常苛刻，在东印度港口仅获得了800吨煤炭的埃尔姆斯霍恩号再次在马鲁古海与秃鹫号碰头。波鸿号则被派往安加尔搜刮煤炭库存。在那里，它遇到了北德劳埃德轮船青岛号（Tsingtau），后者本应搭载补给物资送往东亚分舰队，但未能及时抵达，秃鹫号从而得以从该船上取煤。格拉斯霍夫打算在太平洋中部与东亚分舰队会合，然后穿过俾斯麦群岛向北转往科斯雷。9月4日，秃鹫号在当地俘获了英国货轮索思波特号（Southport），并在出发前捣毁了该船的发动机。然而，货轮的船员却能够修复损坏，索斯波特号随即前往澳大利亚，在那里报告了德国炮舰的存在。
9月11日，秃鹫号抵达马朱罗，但东亚分舰队已于8月30日离开该岛。此时，该舰的发动机状况已经糟糕到了无法再重返青岛——尽管这一点没有实际意义，因为日本军队已经包围了青岛。另一方面，在该地区进行破交战的机会很少，也缺乏足够快速的轮船可以装备为辅助巡洋舰。因此，格拉斯霍夫决定跟随东亚分舰队前往南美洲，尽管他的舰只速度很慢，已降至8節（15每小時）。北德劳埃德的另一艘轮船洛克孙号将秃鹫号拖到马绍尔群岛，9月17日至20日在那里进行了进一步维修。这时，舰上的煤和水供应已经非常少，以至于该舰无法继续驶过夏威夷。它于10月15日抵达檀香山，当时保持中立的美国人要求扣押秃鹫号。两艘日本军舰——战列舰肥前号和装甲巡洋舰浅间号一直在该地区巡逻。在得知秃鹫号的到来后，两艘日舰就停留在3海里（5.6）的范围外，这意味着秃鹫号已不再可能重新起航。由于舰只受损和恶劣天气，格拉斯霍夫请求将扣押推迟到11月7日。翌日，美国海军正式扣押秃鹫号。

### 美国役期

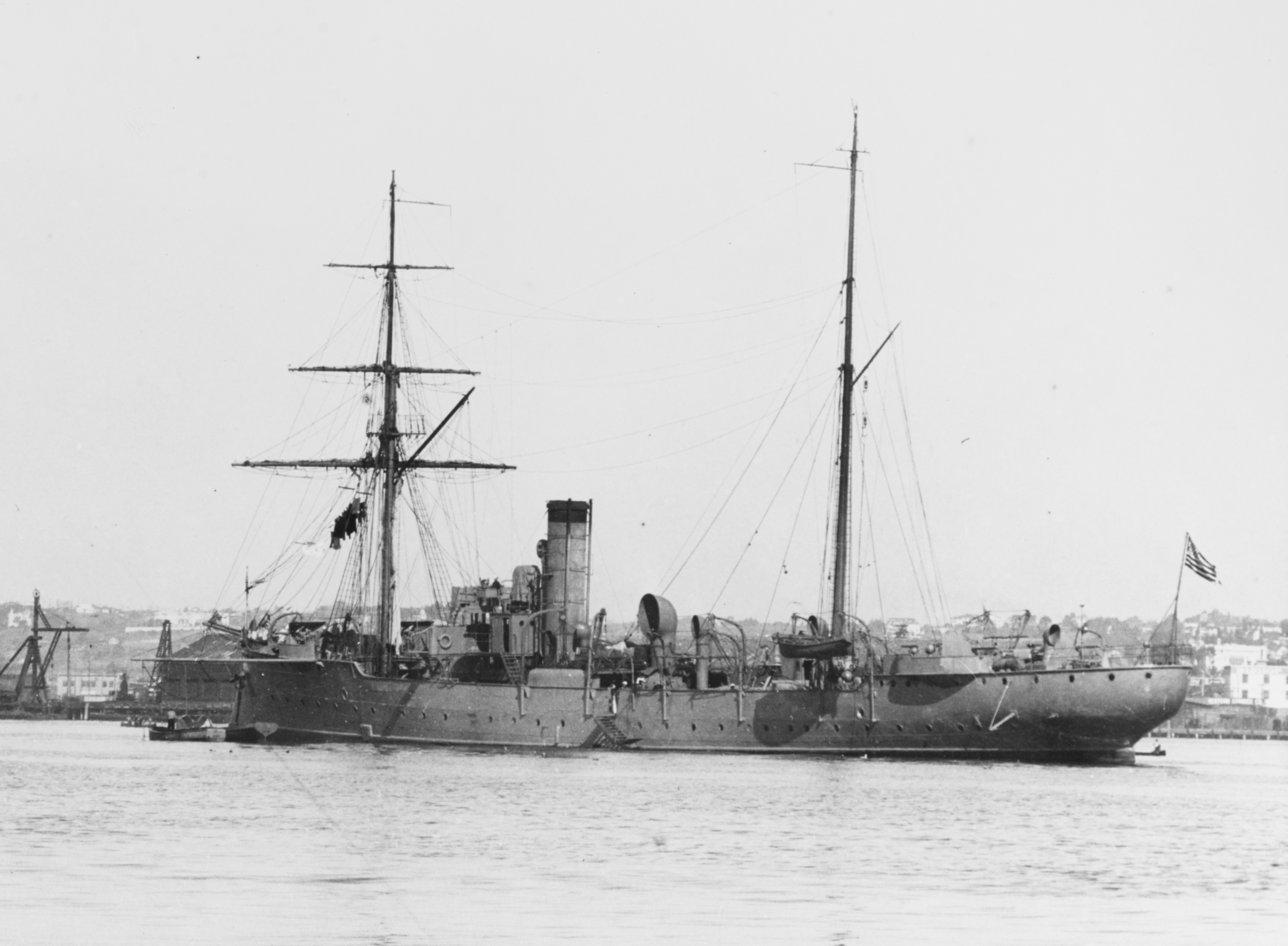
舒尔茨号在圣迭戈

在美国宣布参战前两个月，檀香山消防局和美国军队曾于1917年2月4日攻入秃鹫号，据称他们发现了一场火灾。事实上，当局担心德国人会自行凿沉舰只。美国人发现，秃鹫号经常传输无线电信息，也会用英语发表声明，这可能会激怒日本、加拿大和墨西哥反对美国或与美国海军合作。该舰的德国船员遂遭俘虏并被带到盐湖城附近的道格拉斯堡关押。4月6日，美国加入协约国一方参战。美国海军随即强占了秃鹫号，并将其改装为炮舰服役。该舰于6月9日被重新命名为“舒尔茨”号（得名于德裔美国政治家卡尔·舒尔茨），并于9月15日投入使用，受海军中校亚瑟·克伦肖（Arthur Crenshaw）指挥。舒尔茨号于10月31日离开珍珠港，为前往圣迭戈的第3潜艇支舰队提供护航。11月12日抵达后，它于12月初继续与K-3、K-4、K-7和K-8号潜艇共同行动。月底，护航队又穿越巴拿马运河前往洪都拉斯。舒尔茨号于1918年1月4日被解除护航任务。它继而搭载着美国公使从科尔特斯港到奥马奥再返回，之后航行前往基韦斯特。该舰从佛罗里达州被转移至新奥尔良，然后于2月1日驶往南卡罗来纳州的查尔斯顿，并进入当地的旱坞定期保养。
舒尔茨号在查尔斯顿被编入美国巡逻分遣队，于1918年4月离开当地。在接下来的两个月里，它沿着东海岸和加勒比海执行巡逻、护航和拖曳任务。6月19日，该舰从纽约启程前往基韦斯特。两天后，即21日凌晨4:44，舒尔茨号在卢考特角灯船的西南方与一艘名为佛罗里达号（Florida）的商船发生碰撞。后者撞上舒尔茨号号的右舷，撞毁了舰桥侧翼，插入了井式甲板和住舱甲板约12英尺（3.7）深，并划穿3号煤舱直至前部锅炉舱。舒尔茨号的一名船员当场死亡；另有12人受伤。余下的船员纷纷弃舰，舒尔茨号于三小时后沉没。1918年8月26日，该舰正式从海军名录中除籍。

## 残骸
舰只残骸停留在34°11.218′N 76°36.127′W / 34.186967°N 76.602117°W的水下115英尺（35）深处，残骸顶部距离水面95英尺（29）。2000年，该舰成为由东卡罗来纳大学领导的第二阶段考古调查的对象。残骸受到美国主权豁免法保护，因此未经许可从现场打捞文物是非法的。2013年，《水肺潜水》（Scuba Diving）杂志将舒尔茨号的沉没地点评为北卡罗来纳州十大沉船潜水场所之一。